# Dar Ibn Abi Dhiaf
Le Dar Ibn Abi Dhiaf est un palais de la médina de Tunis construit par Ibn Abi Dhiaf.

## Localisation
Lorsque Ibn Abi Dhiaf quitte Halfaouine, il s'installe au voisinage de la rue du Pacha et de la mosquée Sidi Mahrez, entre les remparts de Bab Souika et la rue Ed-Dheb.

## Architecture et décoration
Le plan de son palais se divise en trois parties, avec l'habitation des maîtres au centre, les logements des domestiques au Nord et les magasins (makhzen) au Sud, l'étage sur la façade étant réservé aux réceptions et au séjour des hôtes.
L'uniformité de la façade est accentuée par une rangée supérieure de fenêtres de faibles dimensions et couvertes de auvents. La porte cloutée dans un arc de pierre doublé d'un encadrement de grès donne accès à une cour intérieure décorée de marbre de Carrare (dallage, colonnes néo-doriques, portes, niches de citernes et fenêtres), avec des murs couverts de faïence italienne et de stuc.

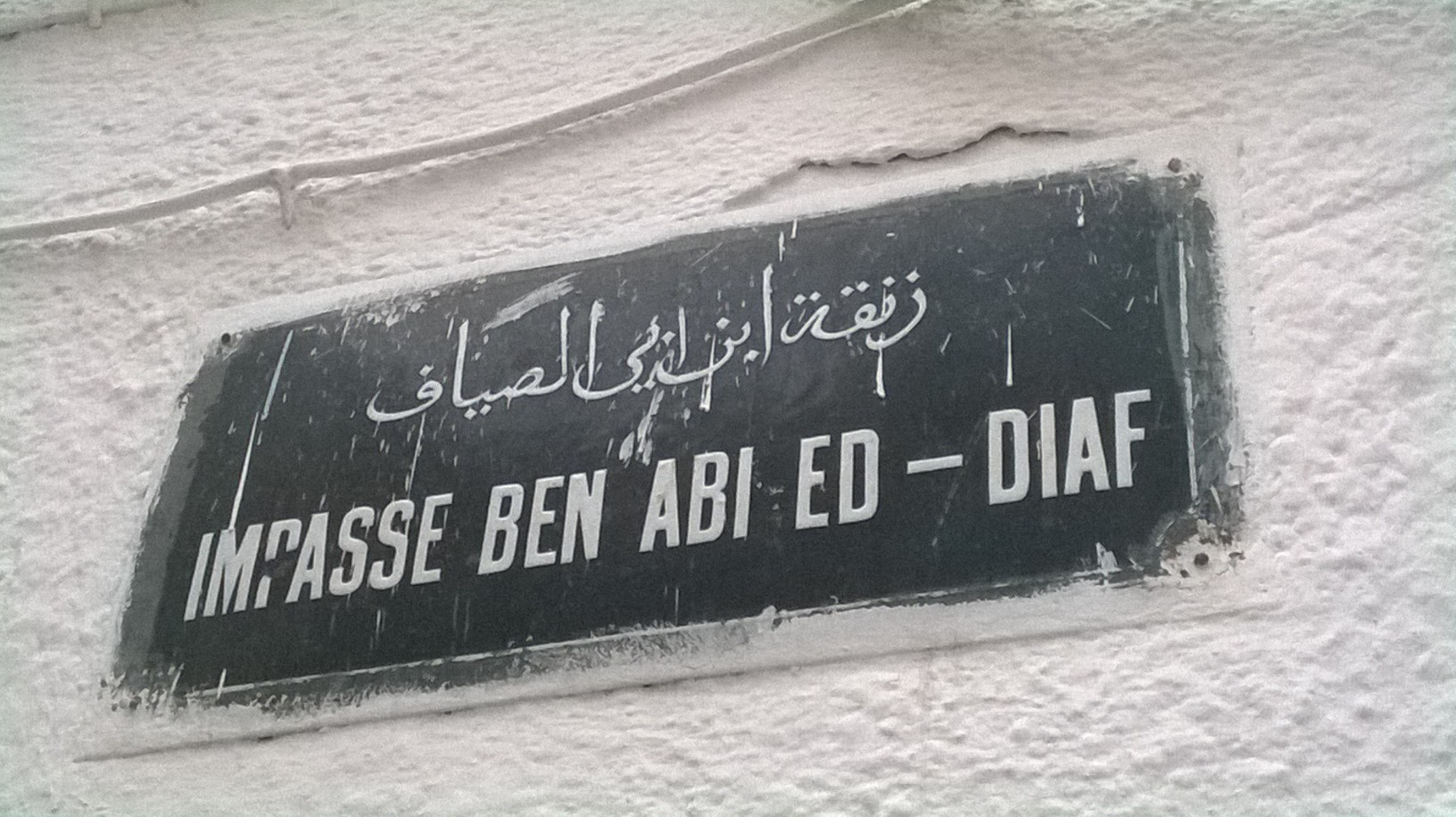
Plaque métallique indiquant l'impasse Ibn Abi Diaf.
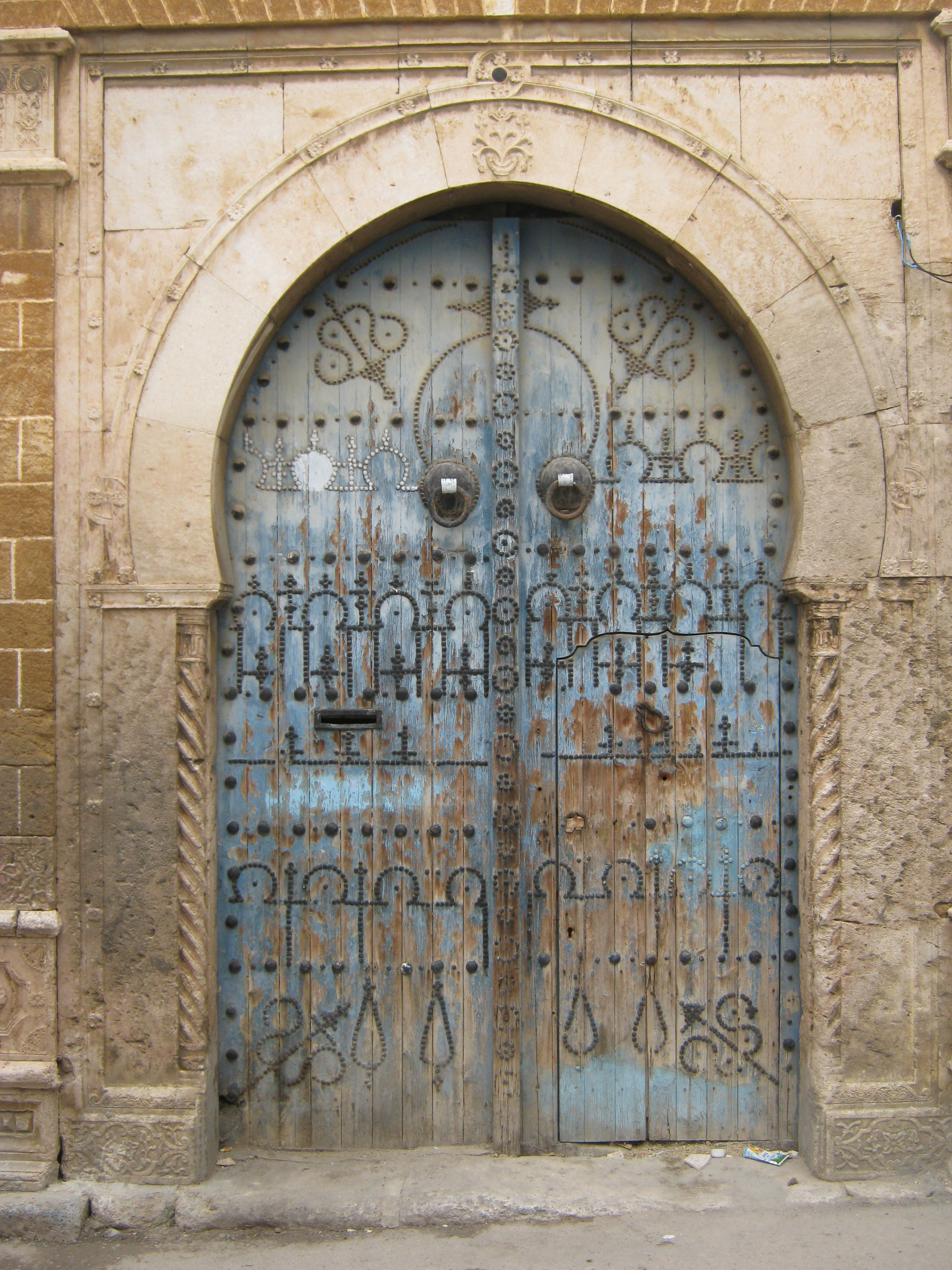
Porte du palais.
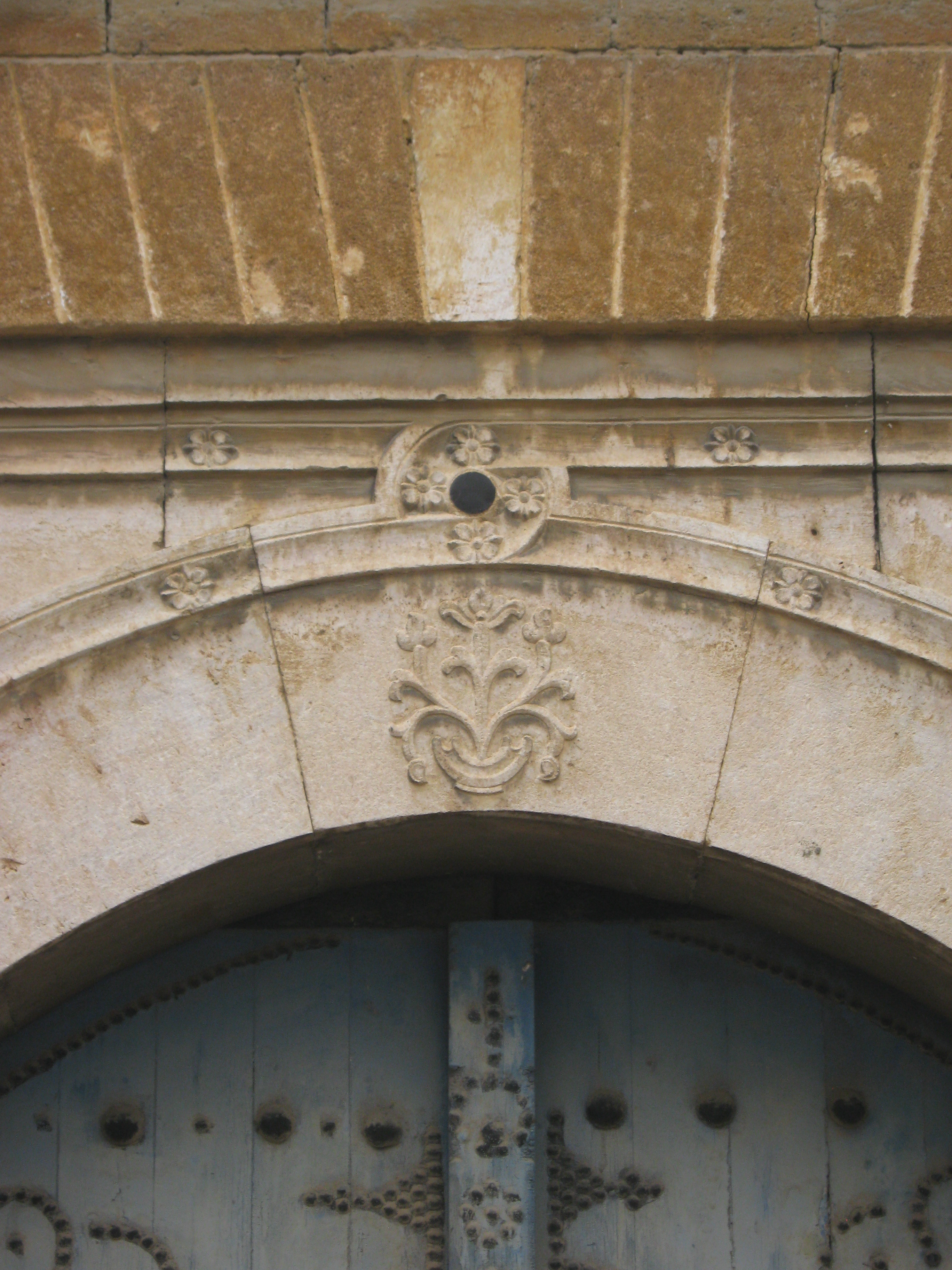
Détail du sommet de la porte du palais.
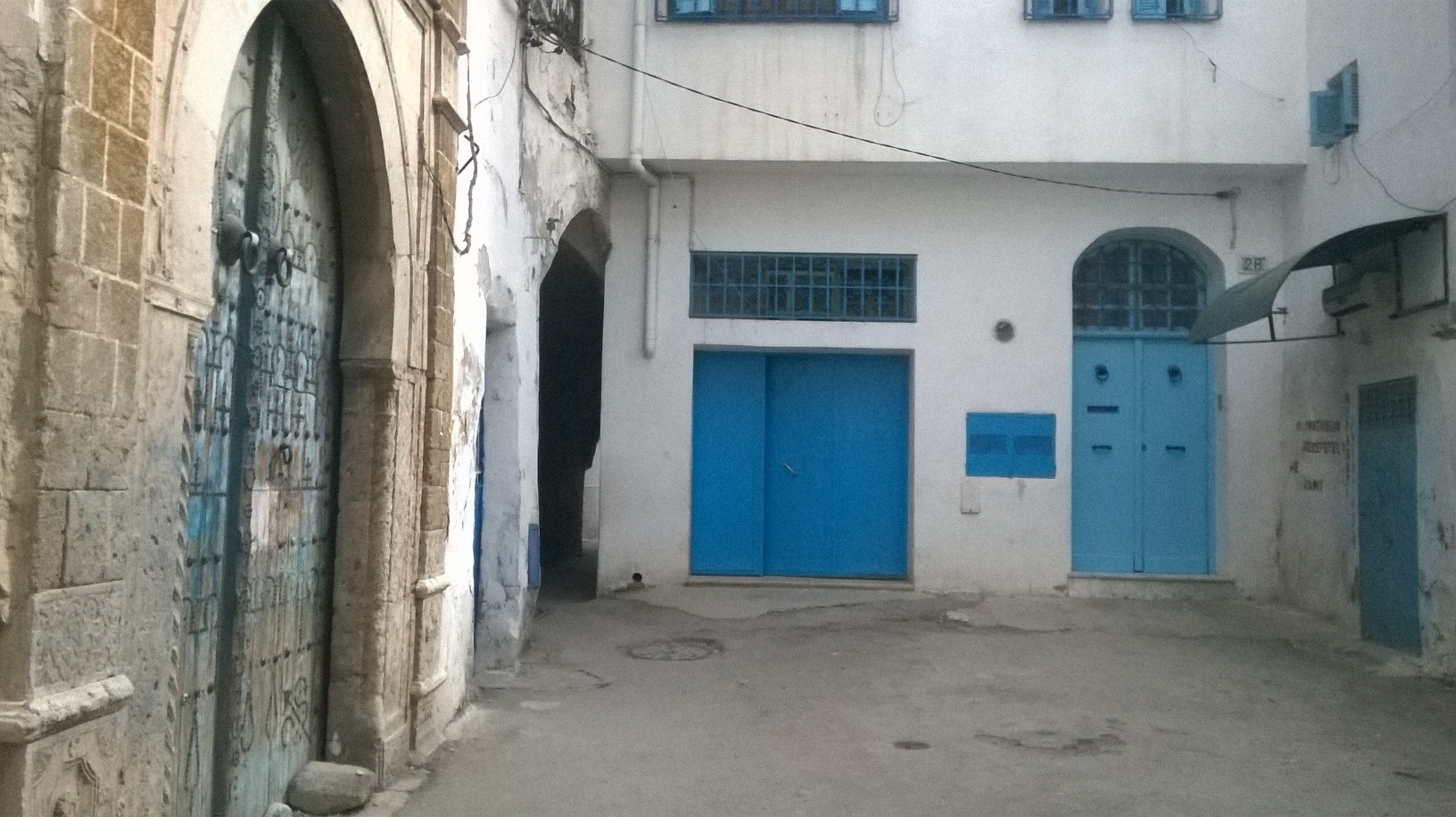
Vue de l'environnement du palais.